# Anywhere but here (Kayak)
Anywhere but here is het vijftiende studioalbum van de Nederlandse progressieve rockgroep Kayak. De compact disc kwam uit op 12 september 2011. Het is het eerste album met drummer Hans Eijkenaar, de vervanger van de in 2009 overleden Pim Koopman. Eijkenaar is ook verantwoordelijk voor de mix van het album in Studio Eijk. Het album is opgenomen in de Kayak thuisstudio en Sound Vision Studio.

## Musici
- Ton Scherpenzeel - keyboards, zang
- Hans Eijkenaar - drums
- Edward Reekers - zang
- Cindy Oudshoorn - zang
- Jan van Olffen - bas
- Rob Vunderink - gitaar, zang
- Joost Vergoossen - gitaar
- Hans Voerman - keyboards

met:
- Marianne van Koolwijk (dwarsfluit op 11)
- Jeroen van Santen en Joost Wesseling (snaardrum op 10)

## Muziek
| Nr. | Titel                                            | Duur |
| --- | ------------------------------------------------ | ---- |
| 1.  | Credible lie (Scherpenzeel)                      | 4:09 |
| 2.  | November morning (Scherpenzeel)                  | 3:57 |
| 3.  | Behind the scenes (Scherpenzeel)                 | 3:44 |
| 4.  | Anywhere but here (Scherpenzeel)                 | 4:19 |
| 5.  | Most underrated band in the world (Scherpenzeel) | 3:30 |
| 6.  | Hunter and prey (Scherpenzeel)                   | 5:22 |
| 7.  | Inbetween Tides (Scherpenzeel)                   | 4:27 |
| 8.  | Passing cloud (Scherpenzeel)                     | 2:30 |
| 9.  | Demon in her eyes (Reekers)                      | 3:50 |
| 10. | Life is good (Scherpenzeel)                      | 4:11 |
| 11. | Wherever she goes (Scherpenzeel)                 | 4:18 |
| 12. | Messinian skies (Scherpenzeel)                   | 3:11 |
| 13. | Over you (Linders, Scherpenzeel)                 | 4:18 |
| 14. | Bang (Scherpenzeel)                              | 2:01 |

## Hitnotering

### NederlandseAlbum Top 100
| Hitnotering: 24-09-2011 | Hitnotering: 24-09-2011 | Hitnotering: 24-09-2011 |
| Week:                   | 1                       |                         |
| ----------------------- | ----------------------- | ----------------------- |
| Positie:                | 85                      | uit                     |